# Bestwishes
Bestwishes е името на втория сборен албум (издаден само в Япония) на финландската метъл група Nightwish. Дискът съдържа песни от албумите Angels Fall First, Oceanborn, Wishmaster и Century Child.

## Песни
1. Stargazers
2. The Kinslayer
3. She is My Sin
4. Ever Dream
5. Come Cover Me
6. Know Why the Nightingale Sings
7. Bless the Child
8. End of All Hope
9. The Riddler
10. Sleepwalker (оригинална версия)
11. Crownless
12. Sacrament of Wilderness
13. Walking in the Air
14. Beauty and the Beast
15. Wishmaster
16. Over the Hills and Far Away
17. Sleeping Sun